# 김태연 (화가)
김태연(1986년 8월 27일 ~ )은 대한민국의 동양화가이다. 개인전 3회(2013년 십이지생도, 2014년 유미독존도)를 포함하여, 다수의 전시회를 개최한 바 있다.

## 학력
- 2006 ~ 2010 서울대학교 동양화 학사
- 2010 ~ 2013 서울대학교 대학원 동양화 석사

## 주요 작품
- 《부모님 날 낳으시고 원장님 날 고치시네》
- 《유미독존도》
- 그 외 다수